# Cahuazaz de Morelos
Cahuazaz de Morelos är en ort i Mexiko.   Den ligger i kommunen Tepehuacán de Guerrero och delstaten Hidalgo, i den sydöstra delen av landet, 190 km norr om huvudstaden Mexico City. Cahuazaz de Morelos ligger 226 meter över havet och antalet invånare är 620.
Terrängen runt Cahuazaz de Morelos är kuperad österut, men västerut är den bergig. Cahuazaz de Morelos ligger nere i en dal. Runt Cahuazaz de Morelos är det ganska tätbefolkat, med 56 invånare per kvadratkilometer. Närmaste större samhälle är Tamazunchale, 12,9 km norr om Cahuazaz de Morelos. I omgivningarna runt Cahuazaz de Morelos växer huvudsakligen savannskog.